# 2012년 상하이 국제 영화제
제15회 상하이 국제 영화제는 2012년 6월 16일에 열린 시상식이다.

## 수상 및 후보

### 금잔작품상
- 베어 - 코스로 마스미 수상
- 크리설리스 - 파울라 오르티즈
- 컬러 오브 스카이 - 비주쿠마 다모다란
- 익스큐즈 미 - 헨리크 루벤 겐즈
- 포 더 러브 오브 갓 - 미쉘린 란톳
- 아이, 안나 - 바너비 사우스캠
- 이스탄불 - 페렌크 토록
- 랫 킹 - 페트리 코트위카
- 스타스 어보브 - 사아라 켄텔
- 컨덕터 - 파벨 룽긴
- 화이트 타이거 - 카렌 샤크나자로프
- 디텍티브 헌터 장 - 고군서
- 더 드림 오브 루 - 카를로스 사마
- 낙홍 - 후오지엔치
- 하우스 위드 어 터릿 - 에바 네이만
- 키 오브 라이프 - 우치다 켄지
- 더 토텐탄즈: 신 프롬 바르샤바 업라이징 - 레스젝 보시에비치

### 금잔심사위원대상
- 포 더 러브 오브 갓 - 미쉘린 란톳 수상

### 금잔감독상
- 디텍티브 헌터 장 - 고군서 수상

### 금잔각본상
- 키 오브 라이프 - 우치다 켄지 수상

### 금잔남우주연상
- 컨덕터 - 블라다스 바그도나스 수상

### 금잔여우주연상
- 더 드림 오브 루 - 우슬라 프루네다 수상

### 진주에상 촬영상
- 낙홍 - 후오지엔치 수상

### 진주에상 음악상
- 크리설리스 - 파울라 오르티즈 수상

### 아시아신인작품상
- 커로드 - 카란 고어 수상
- 대람호 - 제시 창 취이샨
- 보이스 다이어리 - 푸트라마 투타
- 의뢰인 - 손영성
- 펄스 오브 더 파 이스트 - 꾸옹 응오
- 팔로우 팔로우 - 레이 팽
- 아이 해브 러브드 - 웨이지에 라이 외 1명
- 마이클 - 다스굽타 리부
- 피크청춘 - 천 타푸
- 스위트 에이틴 - 허웬차오

### 아시아신인감독상
- 팔로우 팔로우 - 레이 팽 수상

### 아시아신인심사위원상
- 대람호 - 제시 창 취이샨 수상